# Skiffle
Skiffle ist ein Musikstil mit Anklängen an Blues, Barrelhouse, Boogie-Woogie und andere Stile der afro-amerikanischen populären Musik, der sich in seiner ursprünglichen Form in den Vereinigten Staaten in den 1920er bis 1930er Jahren als Partymusik entwickelte. Er zeichnete sich durch Musik aus, die auch auf unkonventionellen und improvisierten Instrumenten gespielt wird. Neben der Gitarre und dem Banjo findet man häufig Waschbrett und Waschwannen- oder Teekistenbass, selbst Geräte wie Eimer, Tonne und Gießkanne finden Verwendung. In den 1950er Jahren wurde der Stil vor allem in Großbritannien als Hybridstil zwischen Folkmusik, Jazz und Blues wiederbelebt.

## Anfänge
Skiffle basiert sowohl auf der anglo- als auch afro-amerikanischen Folk-, Country-, Blues- und Jazzmusik. Der Begriff tauchte zum ersten Mal 1925 auf Schallplatten von Jimmy O’Bryant and His Chicago Skifflers auf. 1934 spielten Dan Burley and His Skiffle Boys unter der Leitung des Barrelhouse-Pianisten und Journalisten Dan Burley, der Bassist Pops Foster und die Brüder Sticks und Brownie McGhee an der Gitarre den Dan Burley Hometown Skiffle.
In den 1950er Jahren wurde die Musik vor allem durch weiße Musiker wiederbelebt, die das Repertoire älterer Aufnahmen nutzten. Sie spielten den Skiffle-Stil ähnlich wie die Spasm Bands, die vor allem in New Orleans aktiv waren, und lehnten sich an Bands wie die Mound City Blue Blowers unter der Leitung von Red McKenzie an. Obwohl diese Bands auch in den Vereinigten Staaten und Deutschland aktiv waren, wurde der Stil vor allem in Großbritannien populär. Ab 1953 wurde Skiffle von britischen Traditional-Jazz-Musikern wie Ken Colyer und Chris Barber, aber auch von Alexis Korner und Lonnie Donegan in Großbritannien bekannt gemacht. Die ersten Aufnahme entstanden wohl 1951 durch Chris Barber und 1953 während einer Paris-Tour von Ken Colyer’s Jazzmen, als sie im französischen Rundfunk Midnight Special und John Henry in der Besetzung Ken Colyer (Gitarre und Gesang), Lonnie Donegan (Gitarre und Gesang), Chris Barber (Kontrabass) und Bill Colyer (Waschbrett) präsentierten.

## Durchbruch
Lonnie Donegan spielte in der Folgezeit oft mit Colyer oder Barber zusammen, so auch bei einer Aufnahmesession am 13. Juli 1954. Insgesamt wurden in London für die Chris-Barber-LP New Orleans Joys acht Songs eingespielt, wovon zwei als Lonnie Donegan Skiffle Group tituliert wurden, nämlich Rock Island Line und John Henry. Diese beiden Titel wurden im November 1955 als Single ausgekoppelt. Als die A-Seite Rock Island Line im Januar 1956 über das BBC Light Programme ausgestrahlt wurde, löste sie unter den britischen Teenagern die Skiffle-Welle aus. Im selben Monat kam der Song in die dortigen Charts, wo er bis auf Rang acht gelangte. Dieselbe Platzierung erreichte der Titel im März 1956 auch in der US-Pop-Hitparade und verhalf als Millionenseller der Skifflemusik zum Durchbruch. Um den Erfolg zu zementieren, trennte sich Donegan von Barber und tourte nunmehr mit eigener Band.
Obwohl Donegans Band ab 1956 mit der gleichen Standardinstrumentierung wie die Rockbands auftrat (Gesang, Leadgitarre, Rhythmusgitarre, Kontrabass und Schlagzeug), begannen viele Teenager nach dem Beispiel der amerikanischen Jugbandmusik der 1920er Jahre neben dem Waschbrett auch weitere improvisierte Instrumente wie Jug, Teekistenbass, Kazoo usw. einzusetzen. Andere professionelle Skiffle-Bands der Jahre 1956 bis 1958 verzichteten auf unkonventionelle Instrumente, wie die Vipers Skiffle Group, Chas McDevitt Skiffle Group oder Dickie Bishop & His Sidekicks als eine der ersten Gruppen, die mit elektrischer Bassgitarre anstelle eines Kontrabasses auftraten.
1958 erschien das erste Buch über diese Musikrichtung mit dem Titel Skiffle – The Story of Folk Song With a Jazz Beat. Viele britische Pop-Superstars der 1960er und 1970er Jahre haben in den 1950er Jahren mit Skiffle oder Skiffle-Bands begonnen, so etwa The Beatles (eine der Vorläufergruppen waren The Quarrymen), die Rolling Stones, Eric Clapton, Mark Knopfler, Elton John, Rod Stewart, Chris Farlowe, Van Morrison, The Kinks, Led Zeppelin, Roger Daltrey oder Simply Red.

## Niedergang
Ab 1959 verschwand Skiffle weitgehend aus der Popmusik, nur Lonnie Donegan hielt sich noch einige Jahre erfolgreich an der Spitze und landete einige Hits wie My Old Man's a Dustman und Does Your Chewing Gum ... Ab 1962 dominierte die Beatmusik und der Rock ’n’ Roll die Hitparaden in den Vereinigten Staaten und Europa und verdrängte damit die Skifflemusik.
Trotzdem gab es in den folgenden Jahren noch einige Skiffle-Hits:
- 1970: Mungo Jerry mit In the Summertime
- 1972: Les Humphries Singers mit Mexico – eine Adaption von Jimmy Driftwoods Battle Of New Orleans, das seit 1959 auch in Lonnie Donegans Repertoire zu finden war
- Mitte der 1970er: The Walkers mit Ain't No More Cane on the Brazos – eine Coverversion von Lonnie Donegans Aufnahme aus dem Jahre 1956. Ihre Single verkaufte sich in den Benelux-Ländern 3,2 Millionen Mal.

## Skiffle in anderen Ländern
In der Pre-Beat-Ära gab es auch in Deutschland in den späten 1950ern und frühen 1960ern etliche Skifflegruppen, aus denen zum Beispiel Reinhard Mey oder die Lords hervorgingen, die mit einigen Donegan-Covern sogar große Hiterfolge feiern konnten (Have a Drink On Me, Over in the Gloryland).
Um 1970 machte die Worried Men Skiffle Group von sich reden, deren Texte meist in Wiener Mundart geschrieben waren. Zum Teil stammten diese sogar aus der Feder prominenter Dichter, wie beispielsweise Konrad Bayer. Ihr größter Hit war Glaubst, I bin bled?.

## Revivals
Skiffle überlebte vor allem auf dem Live-Markt, so gab es in den 70ern ein erstes großes Skiffle-Revival in Deutschland. Die wichtigsten Interpreten waren Leinemann aus Hamburg, die Bourbon Skiffle Company aus Hannover, die Heupferd Jug Band mit Götz Alsmann, die Yeti’s Skiffle Men aus Hannover oder Walter h. c. Meier Pumpe aus Essen.
Mitte der 1990er Jahre gab es ein erneutes Skiffle-Revival, diesmal mit Schwerpunkt Großbritannien. Es begann mit der Verleihung des Ivor Novello Awards an Lonnie Donegan für sein Lebenswerk. An diesem Abend jammte er spontan mit Van Morrison, und Morrison überredete ihn gemeinsam mit Donegans damaligem Bassisten Brian Hodgson, nach über 20 Jahren wieder ein Studioalbum einzuspielen und zu veröffentlichen. Es erschien 1999 unter dem Titel Lonnie Donegan – Muleskinner Blues. Anfang 2000 fand Lonnie Donegan auch wieder in die internationalen Charts einiger Länder wie USA, Großbritannien und Deutschland zurück – durch die Zusammenarbeit mit Van Morrison beim Album The Skiffle Sessions – Live in Belfast.
Höhepunkt des englischen Skiffle-Revivals der 1990er Jahre war das Konzert in der Royal Albert Hall am 7. Dezember 1998, Skiffle – The Roots Of British Rock, u. a. mit Chas McDevitt, Tony Sheridan, Diz Disley, Chas & Dave und Lonnie Donegan mit Band.
Schwerpunkte des weiter andauernden Revivals des Skiffles sind neben Großbritannien Deutschland, Finnland und die Niederlande. In Finnland findet jedes Jahr im Juli in dem kleinen Ort Hankasalmi bei Jyväskylä in Mittelfinnland das Kihveli Soikoon! statt, ein dreitägiges Event mit mehreren tausend Zuschauern. In Hamburg findet jährlich Ende Januar das eher traditionelle Hamburger Skiffle Festival statt sowie die Summer Skiffle Night im Freilichtmuseum am Kiekeberg. Aktuellstes Revival ist Lonnie Donegans Rock Island Line in der Fernsehwerbung für den Opel Astra TwinTop.